# Barnets Sundhed - Slægtens Fremtid
Barnets Sundhed - Slægtens Fremtid er en dokumentarfilm fra 1936 instrueret af Axel Lerche, Jørgen Uhlig og Ingolf Boisen efter manuskript af Aage Gullestrup.

## Handling
Modermælkens betydning for barnet og sund kost til moderen. Om det spæde barn og dets pleje.